# Maimonides Park
Il Maimonides Park (precedentemente indicato come KeySpan Park, poi MCU Park) è uno stadio di baseball situato a Coney Island, New York. L'impianto ospita gli incontri casalinghi dei New York Mets, i Brooklyn Cyclones affiliati alla New York-Penn League. La squadra NYU Violets Baseball ha utilizzato il MCU Park nel 2015 e i New York Cosmos ha utilizzato l'impianto come stadio di casa nella stagione NASL 2017.
Lo stadio ha una capacità di 7 000 posti. Prima del 2016, la capacità era di 7 500 più 2 500 posti in piedi.